# WTA-toernooi van Courmayeur
Het WTA-toernooi van Courmayeur was een eenmalig tennistoernooi voor vrouwen dat werd georganiseerd in de Italiaanse grensplaats Courmayeur. De officiële naam van het toernooi was Courmayeur Ladies Open – Cassina Trophy.
De WTA organiseerde het toernooi, dat in de categorie "WTA 250" viel en werd gespeeld op hardcourtbinnenbanen.
De enige editie vond plaats in 2021 en werd gewonnen door de Kroatische Donna Vekić.

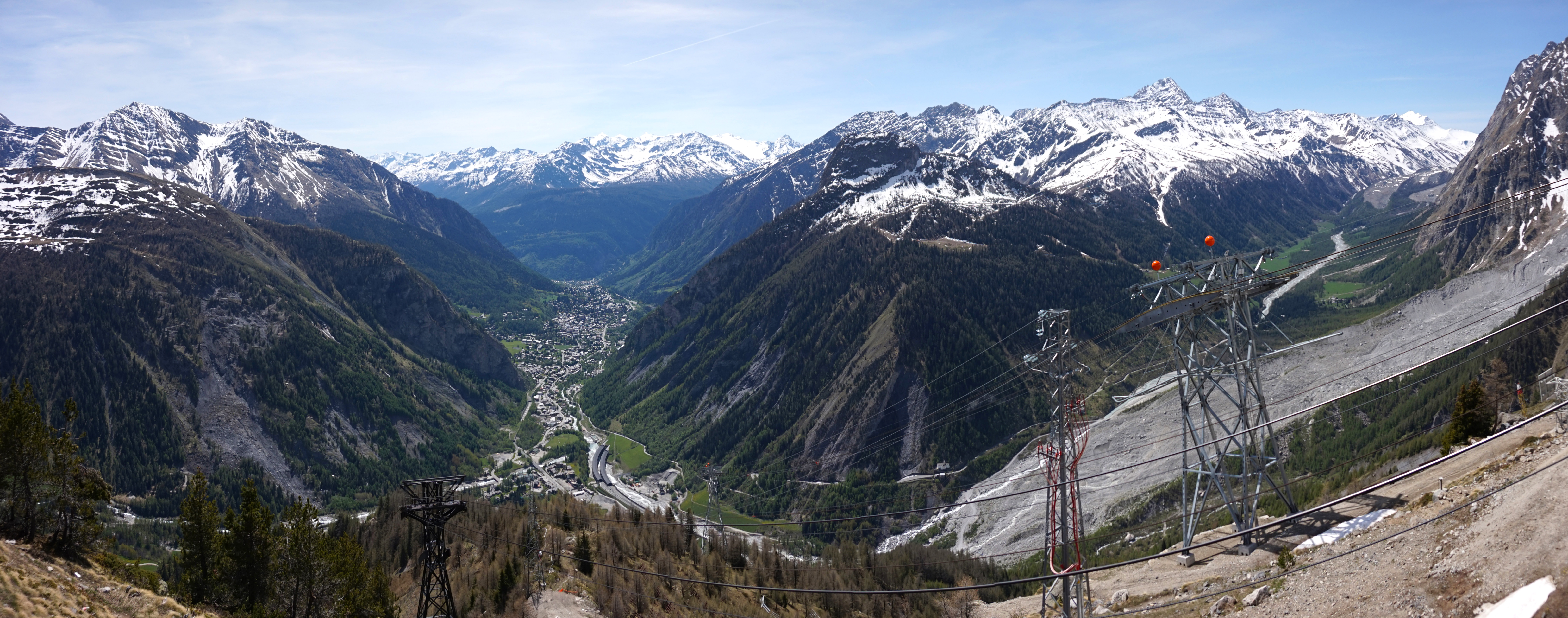
Blik op Courmayeur vanaf de Mont Blanc

## Finales

### Enkelspel
| Datum      | Naam                   | Cat.    | ($)     | Ondergrond        | Winnares    | Verliezend finaliste | Uitslag  |         |
| ---------- | ---------------------- | ------- | ------- | ----------------- | ----------- | -------------------- | -------- | ------- |
| 2021-10-25 | Courmayeur Ladies Open | WTA 250 | 235.238 | hardcourt, binnen | Donna Vekić | Clara Tauson         | 7-6, 6-2 | details |

### Dubbelspel
| Datum      | Naam                                    | Cat.    | ($)     | Ondergrond        | Winnaressen             | Verliezend finalistes  | Uitslag          |         |
| ---------- | --------------------------------------- | ------- | ------- | ----------------- | ----------------------- | ---------------------- | ---------------- | ------- |
| 2021-10-25 | Courmayeur Ladies Open – Cassina Trophy | WTA 250 | 235.238 | hardcourt, binnen | Wang Xinyu Zheng Saisai | Eri Hozumi Zhang Shuai | 6-4, 3-6, [10-5] | details |